# Mamie Smithová
Mamie Smithová (26. května 1883 Cincinnati – 16. září 1946 New York) byla americká zpěvačka, tanečnice, pianistka a herečka známá jako „první dáma blues“. Jako zpěvačka se pohybovala mezi jazzem a blues a do historie se zapsala jako první Afroameričanka, která nahrála hudební album, a to v roce 1920.

## Životopis
Cestovala s černošskou show, dokud se v roce 1913 neusadila v New Yorku. Tam pracovala jako kabaretní zpěvačka. Tam se v roce 1918 při uvádění muzikálu Made in Harlem seznámila se skladatelem Perrym Bradfordem.
V roce 1920 společnost OKeh Records plánovala nahrát album s populární zpěvačkou Sophií Tuckerovou s několika Bradfordovými písněmi. Tuckerová však onemocněla a nemohla nahrávat, takže Bradford přesvědčil nahrávací společnost, aby ji nahradila Mamie Smithová. Smithová nahrála 14. února 1920 dvě písně („Thing Called Love“ a „You Can't Keep A Good Man Down“) s bělošskou studiovou kapelou. Dobrý pěvecký výkon vedl k tomu, že byla Smithová pozvána k nahrání dalších písní. 10. srpna 1920 natočila další Bradfordovu skladbu „Crazy Blues“ (která byla v roce 2005 vybrána Kongresovou knihovnou Spojených států jako umělecké dílo hodné uchování) a píseň „It's Right Here For You, If You Don't Get It" y 'Tain't No Fault of Mine". Jednalo se o první bluesové nahrávky afroamerické zpěvačky a album v tom roce patřilo k nejprodávanějším. Po úspěchu Mamie Smithové nahrávací společnosti začaly častěji nahrávat černošské zpěváky. A ačkoli předtím nahrávali i jiní Afroameričané (například George W. Johnson na konci 19. století), byli to zpěváci orientovaní na vkus bílého publika. Úspěch Smithové však otevřel dveře hudebních vydavatelství dalším černošským bluesovým zpěvákům, kteří tak zahájili zlatý věk blues, ale i černošským zpěvákům jiných žánrů.
Mamie Smithová ve 20. letech 20. století pokračovala ve své řadě hitů pro vydavatelství OKeh. Se svou kapelou „Mamie Smith & Her Jazz Hounds“ cestovala po celých Spojených státech a Evropě v rámci své koncertní řady „Mamie Smith's Struttin' Along Review“. Říkala se jí Královna blues (The Queen of Blues), i když krátce poté byla Bessie Smithová nazvána Císařovnou blues.
Mamie Smithová se roku 1929 objevila v bluesovém filmu Jailhouse Blues. V roce 1931 přestala vystupovat, ale vrátila se v roce 1939 a objevila se ve filmech Paradise in Harlem, Mystery in Swing a Sunday Sinners (1940), Stolen Paradise a Murder on Lenox Avenue (1941) a Because I Love You (1943).